# Bruno (voornaam)
Bruno is een jongensnaam. Bruno is afgeleid van het oude Germaanse woord brun, wat bruin betekent. Via het Latijnse brunus werd dit uiteindelijk in het Italiaans en Spaans bruno. Een andere mogelijkheid is dat Bruno van het Gotische woord brunjo afstamt, wat borstharnas betekent.
In verschillende Germaanse talen komt het woord brun nog steeds voor. Het woord Brunette is ook afgeleid van het Germaanse brun.
Het Germaanse brun is overigens weer afgeleid van het Indo-Europese bher, dat dezelfde betekenis (bruin) heeft. 

## Bekende Bruno's
- Bruno Albert, Belgisch architect
- Bruno Bettelheim, Amerikaans schrijver (1903-1990)
- Bruno Brokken, Belgisch hoogspringer
- Bruno Bruins, Nederlands voormalig politicus
- Bruno Cenghialta, Italiaans wielrenner en ploegleider
- Bruno Cornillet, Frans wielrenner
- Bruno Coué, Frans voetbalscheidsrechter
- Bruno De Roover, Belgisch striptekenaar
- Bruno Ganz, Zwitsers acteur
- Bruno de Grote, Duits bisschop en heilige (925-965)
- Bruno van Keulen, Duits bisschop en heilige (ca. 1032-1101)
- Bruno Kirby, Amerikaans acteur (1949-2006)
- Bruno Latour, Frans filosoof
- Bruno Maderna, Italiaans componist (1920-1973)
- Bruno Martini, Frans voetballer
- Bruno Martins Indi, Nederlandse voetballer
- Bruno Munari, Italiaans designer (1907-1998)
- Bruno Ruffo, Italiaans motorcoureur (1920-2007)
- Bruno Sammartino, Italiaans professioneel worstelaar (1935)
- Bruno Senna, Braziliaans autocoureur
- Bruno Tobback, Belgisch politicus (sp.a)
- Bruno Versavel, Belgisch voetballer